# Veličane
Veličane este o localitate din comuna Ormož, Slovenia, cu o populație de 159 de locuitori.